# 5636 Jacobson
5636 Jacobson este un asteroid din centura principală de asteroizi.

## Descriere
5636 Jacobson este un asteroid din centura principală de asteroizi. A fost descoperit pe 22 august 1985 la Stația Anderson Mesa de Edward L. G. Bowell. El prezintă o orbită caracterizată de o semiaxă mare de 2,77 ua, o excentricitate de 0,13 și o înclinație de 2,4° în raport cu ecliptica.